# Автошлях Пхет Касем
Автошлях Пхет Касем (тай. ถนนเพชรเกษม, RTGS : Танон Пхет Касем, pronounced [tʰā.nǒn pʰét kā.sěːm]) або шосе 4 (тай. ทางหลวงแผ่นดินหมายเลข 4) є однією з чотирьох головних автомагістралей у Таїланді, разом із Автошляхом Фахонйотхін (шосе 1), Автошляхом Міттрапхап (шосе 2) і Автошляхом Сукхумвіт (шосе 3). Протяжністью 1274 км, маршрут 4 - є найдовшим шосе в Таїланді.

## Історія

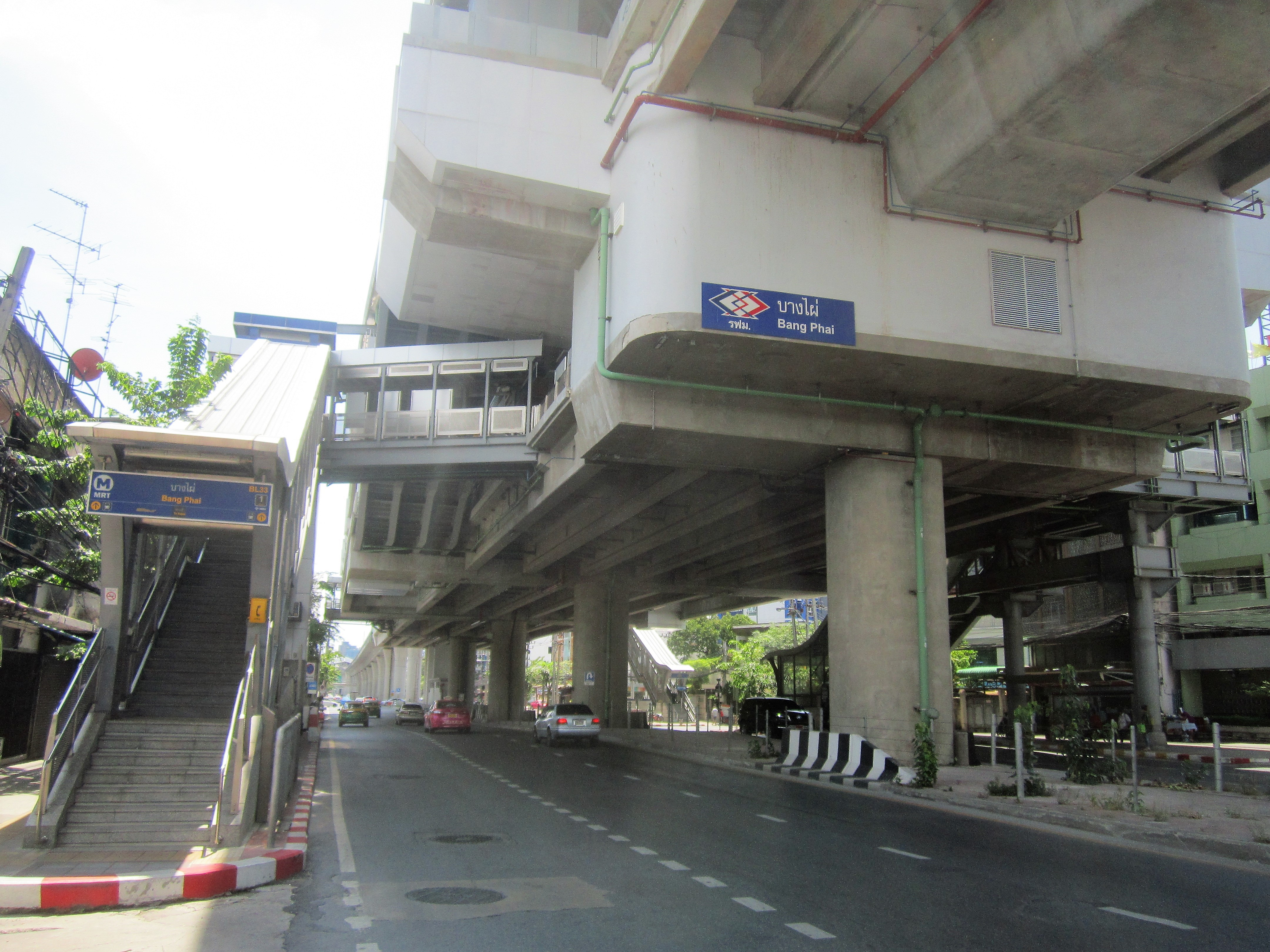
Станція метро Bang Phai та Phet Kasem Road (виїзд), які проходять через

Будівництво дороги було завершено в 1950 році, і 10 грудня 1950 року вона була названа «Пхет Касем» на честь Луанг Пхет Касемвітісавасді, колишнього сьомого заступника генерального директора Державного департаменту автомобільних доріг. До цього вона називалася «Бангкок–Клонг Пруан Роуд» (ถนนกรุงเทพ–คลองพรวน). Луанг Пхет Касемвітісавасді був королівським стипендіатом Департаменту державних залізниць (нині Державна залізниця Таїланду). Він вивчав цивільну інженерію в Англії та повернувся на роботу в Департамент державних залізниць, а потім перейшов до Департаменту державних доріг. Автошлях Пхет Касем був побудований в період, коли Луанг Пхет Касемвітісавасді був заступником генерального директора Державного департаменту автомобільних доріг. Дорога була названа відповідно до політики уряду генерал-майора Пора Пібунсонгкрама, який назвав дорогу на честь головного інженера, який керував будівництвом і давав інструкції.

## Маршрут
Починається від мосту Наова Чамніан, район Бангкок Яй і проходить через наступні райони Бангкока: Пхасі Чароен, Банг Кхае і Нонг Кхаем.
Провінції вздовж дороги: Самут Сакхон, Накхон Патхом, Ратчабурі, Пхетчабурі, Прачуапхірі Хан, Чумпхон, Ранонг, Пханг Нга, Крабі, Транг, Пхатхалунг і Сонгкхла. Він пов’язаний із швидкісною магістраллю Північ-Південь (NSE) Малайзії на перевалах Садао та Букіт-Каю-Хітам.
Три ділянки шосе також є Азійським шосе AH2.
- Від Накхонпатхома до Чумпхона
- Від Пхатталунга до Бан Кху Ха
- Від Хат Яя до кордону з Малайзією в Букіт Каю Хітам, де він з’єднується зі швидкісною автострадою Північ-Південь (Малайзія) і федеральною дорогою 1